# Oropuna Village-Piarco
Oropuna Village-Piarco es una villa de Trinidad y Tobago, que forma parte de la región de Tunapuna-Piarco.

## Geografía
La villa abarca parte de la isla Trinidad y limita al norte con Dinsley-Trincity, Arouca, Red Hill y Maloney Gardens, al sur con Kelly Village y St. Helena Village, al este con Centeno y al oeste con Pasea Extension.

## Demografía
Datos demográficos de la villa de Oropuna Village-Piarco:
| Gráfica de evolución demográfica de Oropuna Village-Piarco entre 2000 y 2011 |
|                                                                              |